# Velká Británie na Zimních olympijských hrách 1998
Velkou Británii na Zimních olympijských hrách 1998 reprezentovalo 34 sportovců (27 mužů a 7 žen) v 7 sportech.

## Medailisté
| Medaile | Jméno                                               | Sport | Disciplína |
| ------- | --------------------------------------------------- | ----- | ---------- |
| Bronz   | Sean Olsson Dean Ward Courtney Rumbolt Paul Attwood | Boby  | Čtyřbob    |